# Мале Лонке
Мале Лонке (пол. Małe Łąkie) — село в Польщі, у гміні Свекатово Свецького повіту Куявсько-Поморського воєводства.
Населення — 169 осіб (2011).
У 1975-1998 роках село належало до Бидгощського воєводства.

## Демографія
Демографічна структура станом на 31 березня 2011 року:
|          | Загалом | Допрацездатний вік | Працездатний вік | Постпрацездатний вік |
| -------- | ------- | ------------------ | ---------------- | -------------------- |
| Чоловіки | 72      | 12                 | 51               | 9                    |
| Жінки    | 97      | 33                 | 47               | 17                   |
| Разом    | 169     | 45                 | 98               | 26                   |